# Fronte Turcomanno Iracheno
Il Fronte Turcomanno Iracheno (in arabo الجبهة التركمانية العراقية‎?, al-Jabha al-Turkmāniya al-Irāqiya; in turco: Irak Türkmen Cephesi), abbreviato anche come ITF (dall'Inglese: Iraqi Turkmen Front), è un movimento politico che rappresenta il popolo turcomanno iracheno. È stato fondato il 5 aprile 1995 come una coalizione di diversi partiti turcomanni che operano nel quadro dell'unità dell'Iraq. Il partito mira a far sì che la comunità dei turcomanni abbia un maggiore coinvolgimento politico, un maggiore riconoscimento e più diritti.
Dalla caduta di Saddam Hussein, il partito ha contestato il controllo di Kirkuk e di altre aree dell'Iraq settentrionale, sostenendo che Kirkuk appartiene al popolo turcomanno.  L'ITF rivendica una regione chiamata Turkmeneli (che letteralmente significa "terra dei turcomanni") come la patria dei turcomanni iracheni. Il Turkmeneli include nei suoi confini Kirkuk, Tal Afar, Erbil, Mandali, Mosul e Tuz Khurmatu. L'esercito iracheno e i Peshmerga non hanno permesso loro di formare le loro milizie e prendere il controllo delle aree in cui vivono.
Il partito ha svolto un ruolo attivo nella lotta contro lo Stato Islamico per difendere la regione del Turkmeneli (soprattutto Kirkuk e dintorni) e la popolazione turcomanna irachena.